# Juno少女孕記
《朱诺》（英語：Juno）是2007年美国与加拿大合拍的电影，由杰森·雷特曼执导，迪亚波罗·科蒂编剧，艾倫·佩姬出演女主角、意外怀孕的高中少女朱诺（Juno）。其他主要演员包括迈克尔·塞拉、奥莉薇·瑟尔比、艾莉森·珍妮、J·K·西蒙斯、詹妮弗·加纳和杰森·贝特曼。影片于2007年2月初至3月在英属哥伦比亚的温哥华摄制，2007年9月8日在多伦多国际电影节首映，现场观众起立鼓掌。
《朱诺》在第80届奥斯卡奖角逐中得到了最佳影片、导演、女主角、原著剧本四项提名，并最终为迪亚波罗·科蒂拿下原著剧本奖。公映仅20天后其票房收入就已经超过了650万美元的预算金额，其中19天还只在数十家电影院小规模试映。最终影片的票房收入高达231,411,584美元，相当于投入预算的35.6倍。
商业上大获成功之余，《朱诺》也得到了评论界的广泛好评。许多著名影评人都将之评为自己选择的年度十大佳片之一。影片中对于堕胎问题的描述也引起了美国对这一问题始终争论不休的“生命派”和“选择派”的关注，并引来了两派的大量的赞扬和批评。
电影大获成功，带动了影片原声带的销量，《朱诺》的电影原声带，包括由著名歌手金雅·道森演绎的几首歌曲，成为继《梦幻女郎》以来首张高居销量排行榜首的原声带，也是福克斯公司继1997年的《泰坦尼克号》以来第一张获得此成绩的电影原声带。

## 剧情
明尼苏达州一所高中的16岁少女朱诺·麦克古夫（Juno MacGuff，艾倫·佩姬饰）发现自己有了身孕，孩子的父亲是她的一位同学波利·布里克（Paulie Bleeker，迈克尔·塞拉饰），她对他仰慕已久，并在夏天与之发生了关系。起初，朱诺打算要堕胎，不过之后改变了主意决定要将孩子生下来并由他人领养。在自己的闺蜜，学校啦啦队长里娅（Leah，奥莉薇·瑟尔比饰）的帮助下，朱诺开始在分类广告中寻找合适的人选，并最终选中了一个自己感觉应该可以为新生的宝宝提供一个舒适和谐环境的家庭。她告诉了自己的家人，父亲麦克（Mac，J·K·西蒙斯饰）和继母布兰（Bren，艾莉森·珍妮饰），他们虽然都吃了一惊，但仍然表示了支持。朱诺与麦克一起去见了那一家人，这是一对名叫马克（Mark，杰森·贝特曼饰）和凡妮莎（Vanessa，詹妮弗·加纳饰）的夫妻，他们的房子很漂亮，看起来生活十分富足。原来凡妮莎一心想要做一个全职母亲，但始终未能如愿，于是才不得不想到了领养。经过短暂的交流后，双方都同意采取保密式的领养协议（即亲生父母不过问更不干涉孩子的成长过程）。
朱诺与里娅、继母布兰一起到医院去对孩子做超声波检查，检查技师似乎对她未成年却怀有身孕不以为然，得知孩子将送去领养后又无理地表现出为孩子感到庆幸的态度。布兰对其态度感到不满，立即指出对方身为普通技师，没有任何权力对他人说三道四，朱诺表现得很轻松，并不是很在乎他人的看法，但仍然很感激布兰为自己说话。
照过超声波后，朱诺带着照片来到马克与凡妮莎的家，但只有马克在家，两人发现对方都对朋克摇滚和恐怖片有着非常接近的品味。原来马克年轻时曾是摇滚乐队成员，现在的工作则是在家中专门创作广告歌曲，他还专门有一间屋子用来存放以前乐队生涯时的一些纪念品。凡妮莎回来后，朱诺将照片拿给她看，她非常激动，而朱诺则鼓励她感觉自己肚子里正好踢了她的孩子。
随着妊娠的进展，朱诺开始对自己对孩子父亲波利的感情有些挣扎，而他则显然爱上了朱诺。朱诺表面上仍然对他冷冷谈淡的，但当听说他有邀请另一个女孩参加之后的舞会时却生气地前去质问他。而波利则表示，朱诺之前对他所说两个人要保持距离的话伤透了他的心。
时间逐渐的流逝，一天，朱诺又来到马克与凡妮莎的家中，马克忽然表示，自己在考虑要离开凡妮莎，他似乎并不是很肯定自己也像凡妮莎那样想要一个孩子，又似乎由于受到朱诺自由、开放人生态度的影响，也想要再考虑一下自己人生的方向；朱诺对马克的反应大吃一惊，忽然意识到继母布兰说自己应该保持距离少过来这边的话果然应验了。这时凡妮莎回来了，马克告诉了她自己的想法。看着这个自己满以为幸福美满的家庭在面前分崩离析，朱诺内心难以接受，她冲出门去，并在路边终于哭了出来。之后经过一阵的思考，她又来到他们家门外，敲了敲门后，没等有人开门就留下一张纸条离开了。
之后经过与父亲的一番详谈，朱诺接受了自己还是爱着波利的事实。于是她告诉了波利，波利更是喜出望外。不久后，朱诺生下了一个男婴，她之前并没有告诉波利，但波利在比赛时忽然像是有心灵感应一样感觉到了这件大事，离开赛场来到了医院。凡妮莎也很快来到医院，开始独自承担起养育孩子的重任。她还把朱诺留给她的字条框在墙上，上面写着：“凡妮莎，如果你还是愿意（抚养这个孩子），我也愿意。——朱诺”。
影片的最后一个镜头中，朱诺与波利一起坐在台阶上弹着吉他并唱歌，最后两人接吻而结束。

## 主题
部分评论家认为，与2007年另外两部有关女性意外怀孕的电影和相比，《朱诺》拥有一个偏向于支持“生命派”（指在孕妇堕胎的问题上偏向于反对堕胎，应该生下孩子的一派）的主题。杂志的安·赫伯特（Ann Hulbert）认为本片对纯粹的“生命派”或“选择派”（指在孕妇堕胎问题上偏向于支持堕胎權，因为认为这是女性的自由选择）的观点都有所削弱。而《星期日泰晤士报》的杰夫·道森（Jeff Dawson）则认为本片无可避免地会与《一夜大肚》和《女侍情缘》一样被贴上“意外怀孕题材电影”的标签，但如果将之视为是偏向于“生命派”的电影则只会“把水搅混”（指这样的定性或解读未免有些牵强）。《卫报》的哈德莉·弗里曼则评价作为过去一年中的第3部涉及堕胎的美国喜剧片，《朱诺》“就像是个生动的社会符号般，总结了过去一年同类题材影片所表现的认为堕胎不合理甚至不可想像的观点。”但她也指出，“我并不认为这些电影是在有意地宣传反堕胎。”《纽约时报》的A·O·斯科特则在其文章中表示《朱诺》拥有“一个基本的主题，其中包括的信息与其说是反堕胎，倒不如说是对成年这一过程的一个更乐观的态度”。
电影女主角朱诺的扮演者艾倫·佩姬则评论道：“我感到最郁闷的就是人们把它称之为是一个支持‘生命派’的电影，这也太扯了……这部电影已经呈现得够明显的了，最重要的明明是（这是一个人对自己人生的自由）选择。”她与本片编剧迪亚波罗·科蒂均公开表示自己是“选择派”。导演杰森·雷特曼认为无论“选择派”还是“生命派”都包容本片这一点实在是太奇妙了。他说，《朱诺》就像是一面镜子，（无论是哪一派的）人们都可以从中看到自己。
其他评论家则为《朱诺》贴上了“女性主义”的标签，因为影片中将女主角描绘为一位自信而聪明的少女。反女权主义者菲利斯·斯拉夫莱写道，“《朱诺》的主题‘既不是爱、爱情，也不是对生命的尊重，而纯粹是女权主义思想的胜利，亦即男性，特别是父亲的可有可无’”。《波士顿环球报》的韦斯利·莫里斯对影片总结道：《朱诺》给予了那些聪明而又冷静的女孩们她们很少能在电影中看到的东西——自己。
迪亚波罗·科蒂说，“女人聪明，女人风趣，女人坚强又自信，我希望可以（通过这部电影来）表现出这些女孩同样是一个个鲜活的人，而不是像我们经常通过其它媒体所看到的那样呆板无趣”。而且“这里缺乏一个地道的少女形象，我把撰写本片的剧本看作是一个创造出一个标志性女性形象的机遇”。埃伦也赞扬本片正面描绘青春少女的立场，她形容朱诺这一角色“令人耳目一新，（并且）为年轻的女性（对自己的人生目标）提供了新的可能”，并且她“诚实而独特，完全不落俗套”，同时她还强调了朱诺这一角色的独特性是之前电影中没有出现过的。她还批评了媒体将朱诺描绘为一个“女强人”的看法，指出如果这是个男性角色，人们是不会称其为一个“男强人”，并希望可以通过这个角色改变人们对于女性的传统看法。而杰森则对片中凡妮莎一角的个人与政治观念的冲突很感兴趣：“女性主义思潮为凡妮莎铺平了事业发展的道路，但最终她却想成为全职母亲。”

## 制作

### 发展

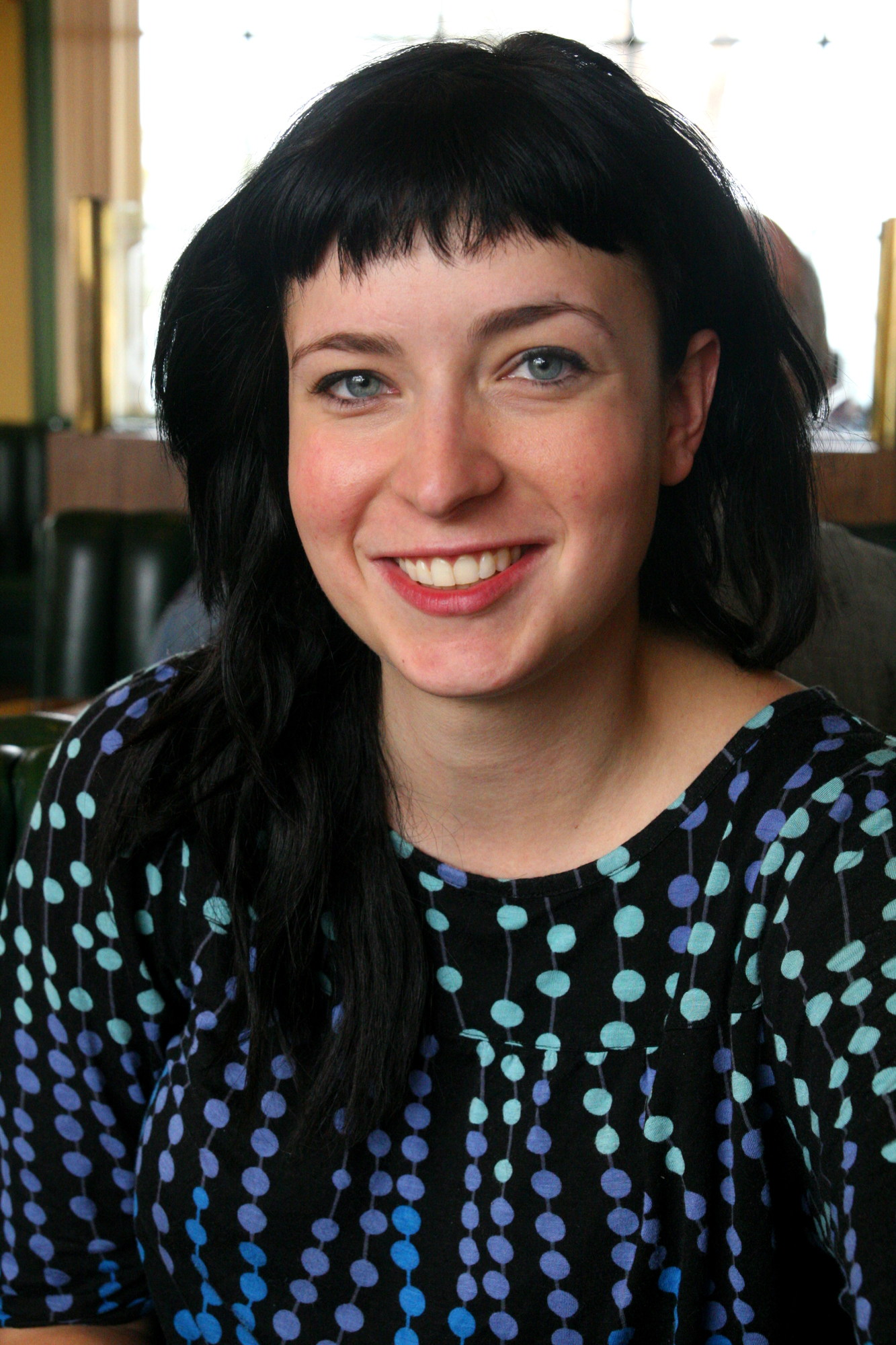
迪亚波罗·科蒂根据自己在高中时的许多亲身经历撰写了本片的剧本

在看到迪亚波罗·科蒂的博客上讲述的自己曾身为脱衣舞女的经历后与她达成过回忆录《Candy Girl: A Year in the Life of an Unlikely Stripper》出版协议的电影制片人梅森·诺维克最先向她提出了撰写剧本的提议。他也说服她将书按更适合搬上银幕的角度改写，并建议她先写出一个剧本样本，这个样本最终发展成了《朱诺》的剧本。在确定了领养这一故事主线后，迪亚波罗开始搜集领养相关，无论亲生父母还是养父母的故事。当时她的丈夫小时候就是被领养的，在她完成了本片的剧本后，他也与自己的亲生父母团聚了。她还从自己高中时一个曾意外怀孕的好友及其他朋友那里找到灵感，并将他们的部分亲身经历，如片中那位超声波技师的不当言语等也写入了剧本中。不过，《朱诺》中的许多内容还是基于迪亚波罗自己上高中时的亲身经历：她也曾与一个喜欢吃的嗒糖，类似于本片中的波利一角的男生约会，她也是学校啦啦队长（类似片中的里娅一角）的密友，而且她也用过和本片中基本相同的汉堡包形电话。在位于明尼苏达州克里斯托市的塔吉特百货公司星巴克咖啡连锁店写作剧本超过7个星期后，迪亚波罗将写作比作像呼吸一样亲切自然的事，并且将女主角朱诺看作是自己人生的扩展。
梅森将迪亚波罗的剧本拿给了他的朋友杰森·雷特曼，当杰森读到一半时，他觉得如果自己不导演这部电影，他将遗憾终身。但起初时他却发现自己很难顺利地拿到剧本的全部内容，因为他执导的首部电影《感谢你吸烟》当时还没有上映，所以他也就还没有什么真正值得一提的资历。制片商还曾考虑由约翰·波尔来执导本片，不过他们最终还是选择杰森。为此，他中止另一部剧本的创作，腾出时间执导本片。
迪亚波罗还表示，由于一开始根本没有想过会被真的拍成电影，自己在撰写《朱诺》的剧本时实际上是抱着一种玩世不恭的态度，并且影片也的确因为预算不足而一再推迟拍摄。在剧本中所涉及的堕胎这一在美国社会非常敏感的争议性话题吓跑了好几家大型制片公司之后，终于，著名男演员约翰·马尔科维奇的制片公司“Mr. Mudd”愿意接手，并在晚些时候由副制片人吉姆·米勒（Jim Miller）将之带给了另一家名为“Mandate Pictures”的制片公司共同出资拍摄。

### 演员

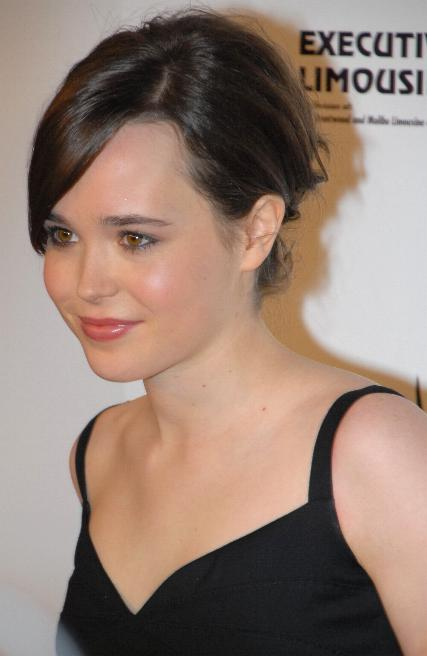
导演杰森·雷特曼第一次读到剧本时就选定了由艾倫·佩姬来出演女主角

艾倫·佩姬在2005年上映的惊悚片《水果硬糖》中的表演给本片导演杰森·雷特曼留下了深刻的印象，为此他选择了埃伦出演本片女主角朱诺，他说，自己第一次读到剧本时，就已经在脑子里将她想像为朱诺的样子，并亲自到埃伦当时正在拍摄电影的片场请她出演本片。他还亲自将影片的手搞拿给了之前曾与他在上部电影《感谢你抽烟》中合作过的·西蒙斯，不过并没有告诉他自己打算请他来扮演片中的麦克一角。读过剧本后，J·K·西蒙斯主动表示自己希望可以出演麦克，他甚至表示（如果不能出演该角色）自己愿意出演片中的一位没有任何台词的高中教师。其他杰森“从一开始就选定了”的演员还包括奥莉薇·瑟尔比——她之前参加了朱诺一角的试镜但最终落选——和迈克尔·塞拉。他带领几位主要演员们一起来到位于加利福尼亚州的Panavision公司一个舞台上，使用35毫米胶卷在黑色的背景幕布前拍摄了45页的剧本内容，然后他将这段录影作为样片送到福克斯探照灯电影公司来作为初步的演员选定拍摄样片。杰森将直接在银幕前试演看得比单独试镜要重要得多，他说：“这是一部完成立足于描述人际关系的电影，所以（我觉得）要是还是一个一个地试镜而不是一起来试演，效果肯定不会很理想。”
著名女演员詹妮弗·加纳为了让影片不至超出预算，大方地同意了接受比往常更低的报酬价码，杰森于2007年1月选定她出演片中的凡妮莎，即收养女主角孩子的夫妇中的妻子。她还向导演推荐了曾与她在《染血王国》中合作过的男演员杰森·贝特曼，后者最终出演了本片中的马克一角，凡妮莎的丈夫，他也是本片中最后一个被选定的主要演员。
此外，美国著名DJ、唱片制作人卢卡斯·麦克法登（Lucas MacFadden，艺名Cut Chemist）客串出演了本片中的高中化学教师，这个客串出镜是导演杰森在拿到本片的剧本时向卢卡斯提出的，因为他觉得让Cut Chemist（直译意为“切开化学家”）来扮演一位化学教师实在是“绝妙的讽刺”。

### 拍摄

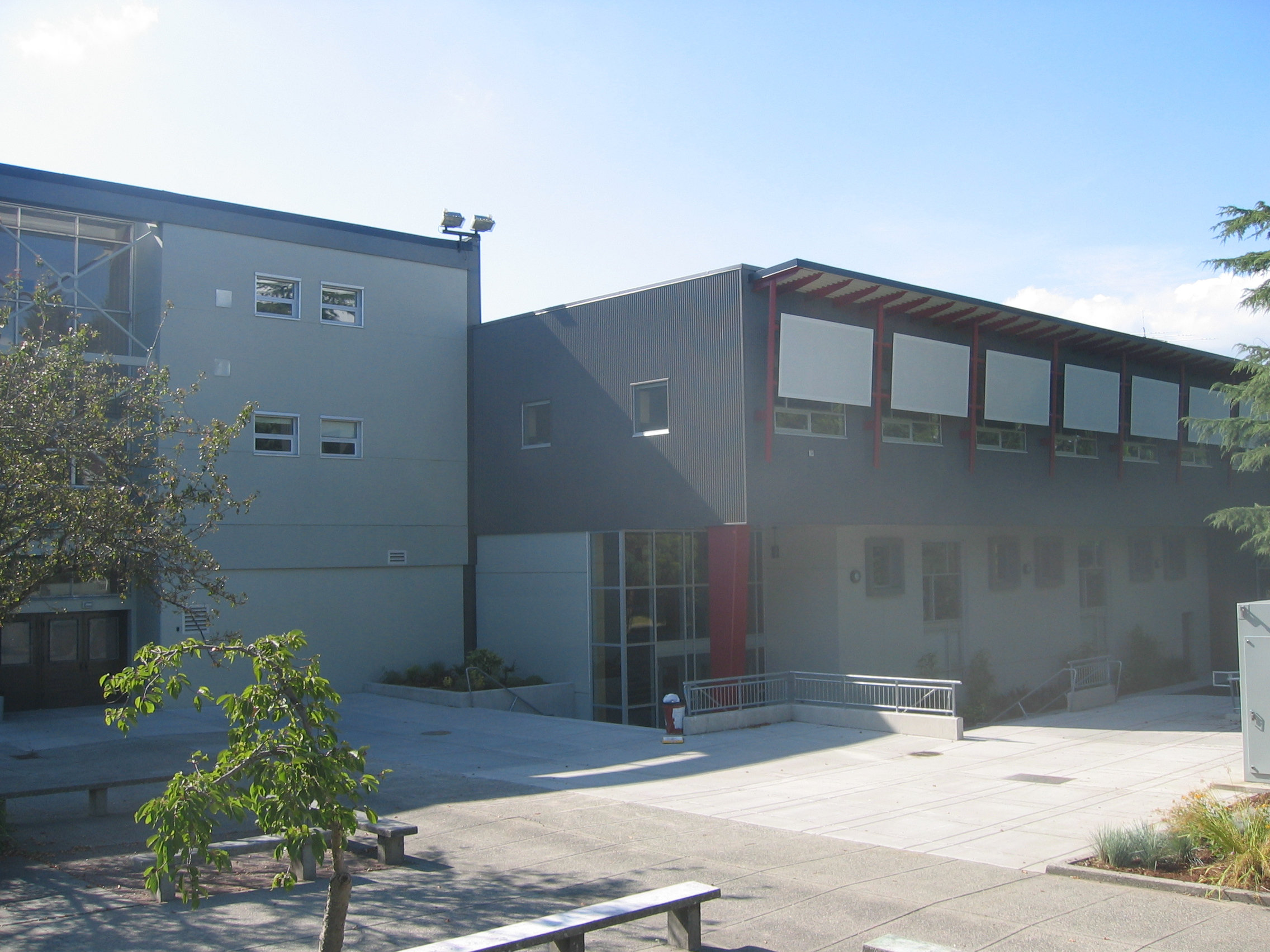
艾瑞克·汉默中学成为本片虚构高中的拍摄地点

由于电影的拍摄预算仅有650万美元，剧组只能放弃在明尼苏达州拍摄的原计划，改为在加拿大温哥华摄制。出于节约预算的考虑，影片拍摄过程中经常在加拿大地区来拍摄美国地区的镜头，杰森也一直坚持在选定的各个拍摄地点拍摄。比如不列颠哥伦比亚白石市的一所房子就是片中马克和凡妮莎的家，艾瑞克·汉默中学就是片中的舞蹈麋鹿（Dancing Elk）高中，南素里的体育公园跑道则是该高中的运动场跑道。
经过短暂的排练后，影片的拍摄工作于2007年2月初正式展开，并于3月结束，整个拍摄周期仅6星期，其中30天用于主要拍摄工作。剧组原计划要购买雪来拍摄片中冬天的场景，但正好当地有下雪，因此他们调整了拍摄计划。影片的第二助理导演乔什·卡普昆（Josy Capkun）表示，这（指当地正好下雪）让片中的积雪场景面积比原计划的要宽阔得多。影片拍摄过程中的另一个天公作美的实例则是原计划要在最后一天再来拍摄电影最终的场景镜头，但这之前当地连续很长时间都一直在下雨，正当剧组打算中止拍摄计划，过几个月后再拍摄片中所需的相应镜头时，雨竟然就停了，他们也得以在灿烂的阳光下完成了拍摄工作。影片最后的场景中朱诺与波利一起弹唱《发霉的桃子》和，这两首歌曲的原唱者，歌手金雅·道森亲临现场，指导正在练习的埃伦和迈克尔。

### 音乐
电影中出现了多首由歌手金雅·道森独唱的歌曲，这些歌曲是由女主角艾倫·佩姬推荐的。导演杰森解释道：

“我曾在电影开拍前问过埃伦，‘你觉得朱诺会喜欢听什么？’她说‘发霉的桃子’。她打开我的电脑开始播放这个乐队的歌曲，而我听了觉得很不错。迪亚波罗与我一起讨论了要将其中一首歌曲放在片中由两个角色一起演唱。我联系了金雅·道森，而她很快就把歌曲发给了我，真是美极了，其中很大一部分都收录到了电影原声带中。”

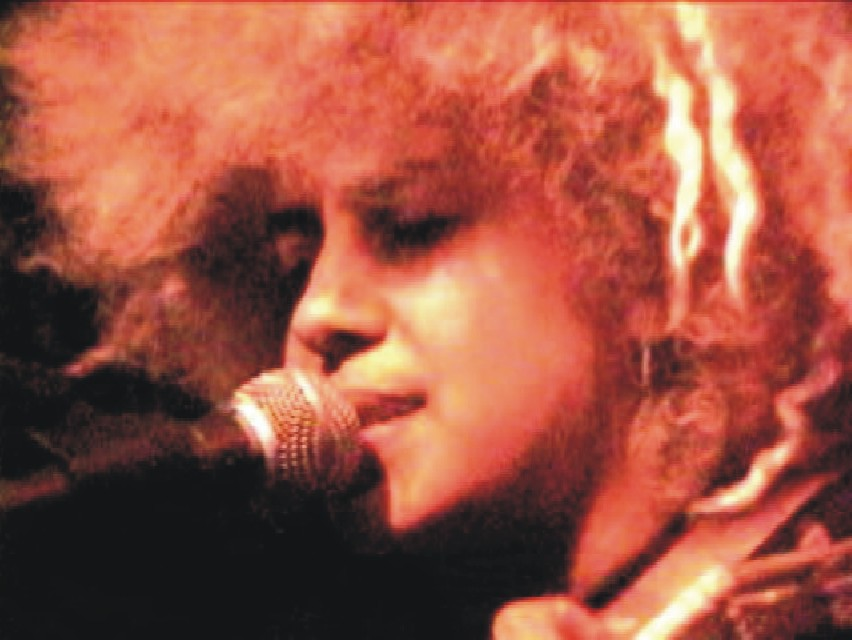
金雅·道森提供了片中两首与她之前乐队一起创作的独唱歌曲

杰森联系了金雅，而她则在读过剧本后，同意将自己的歌曲用到影片中，并给他寄去了包含约120首歌曲的多张CD，这些歌曲几乎全部都是由其自己出版的。不过这些歌曲并非专门针对影片创作，而是在之前就都已经表演和录制过的。杰森还向金雅提及电影中可能需要重新录制其歌曲中的器乐部分，并且还会有演员哼唱的段落。他还联系了之前曾与他在《感谢你吸烟》中合作过的作曲家马特洛·梅辛纳来为影片的其它需要谱曲。他将金雅的歌曲集交给马特洛，要求他以器乐的形式创作出拥有这些歌曲纯真质感的电影音乐。马特洛决定使用原木吉他的声音演奏出像朱诺一样自然放松甚至有少许凌乱的旋律。试过几把不同的吉他后，他最终选择了“Stella”，吉他演奏家比利·卡兹（Billy Katz）曾将这种吉他形容为“有些小，声音也并不完美，但却很有个性。”杰森之后请比利来演奏片中所有由吉他演奏的配乐曲段。
埃伦还推荐了由猫女魔力翻唱的歌曲《爱的海洋》（Sea of Love），对此杰森一度有些犹豫，因为这首歌已经在艾尔·帕西诺主演的1989年电影《午夜惊情》中使用过，但最终他还是决定将这首歌用到电影中。杰森起初时还将朱诺设想为一个华丽摇滚音乐的粉丝，但之后觉得这与她的个性并不相符而改变了主意。他表示，自己希望将朱诺表现为一个“喜欢非常真实和地道音乐”的少女，因此最终朱诺成了帕蒂·史密斯和丑角合唱团为代表的朋克摇滚的粉丝。

### 设计
影片从时间跨度上约为一整年，对此导演杰森表示：“剧本中所真实反映朱诺怀孕的3个时期给予我很大的共鸣”。而由于影片的拍摄只花了一个月出头的时间，因此需要使用一些假的植物及包括后期制作等特殊手段来给观众以不同季节的感受。比如，片尾（夏季）波利家门口使用了假花；而一些秋季镜头的拍摄则动用了风扇来将树上的树叶吹下来，或是通过数字合成手段在朱诺的家门口放置假树，以及在里娅家门口放置假的，正在盛开的樱花树等。杰森还通过使用不同颜色的对比来表现片中的人物角色。比如酒红色和金色的高中制服，又或者影片前段时由朱诺身穿醒目的红色连帽外套从“一片阴沉的棕色和绿色中走过”。
编剧迪亚波罗·科蒂深为艺术指导工作人员的专业功底所折服，因为他们仅仅根据自己在剧本中非常简略的几句描写就设计出了相应需要的房间装饰。她表示他们所装饰出的朱诺卧室“让她深感感动，因为这个房间让我回忆想了自己也还是一个少女时的感觉，这就是我的一湾避风港。”朱诺卧室的墙上张贴有许多乐队的海报，里娅的房间则有一张“她”认为很有魅力的老人的壁画，而波利的卧室则为了反映出其纯真的特点而设计为略有些孩子气的风格。影片的艺术指导总监史蒂夫·萨克拉德（Steve Saklad）还按“凡妮莎为了给人以她们会努力为孩子做到最好的印象而阅读了很多有关家庭方面书籍”这一思路设计了片中凡妮莎和马克的房子。影片的服装设计师莫妮卡·普拉德霍默（Monique Prudhomme）因本片获得了服装设计师工会最佳现代电影服装设计奖提名，她为凡妮莎设计的服装主走“简单而富品味”且保持品质的路线，并给马克准备了偏保守的服饰来作为对凡妮莎品味的补充。而朱诺身穿的服饰，如法兰绒衬衣配毛衣背心等大都是其扮演者埃伦自己的建议。此外，影片中还为她准备了一些不同尺寸的“假肚子”和“假乳房”。另外，片中朱诺照超声波时所看到的婴儿的图像，则是影片的音效制作总监斯科特·桑德斯（Scott Sanders）的儿子马修（Matthew），这一段镜头是在后期制作中再合成到电影中的。

### 开场片头

影片的开场片头是由900幅手绘背景图像合成制作完成的

《朱诺》的开场片头是一段将手绘图画与实际拍摄镜头相结合的动画，内容很简单，就是女主角朱诺在镇上走过，并且喝掉了一大瓶橙汁饮料。但这段仅有两分多钟的镜头却花费了7至8个月的时间才由位于洛杉矶的一家名为的小型工作室制作完成。导演杰森与该工作室的创始人之一加利斯·史密斯（Gareth Smith）一起在日本参加一个短片巡回电影节时会过面，也为杰森执导的上一部也是首部电影《感谢你吸烟》制作了开场片头，而杰森也在知道自己将有机会执导本片后就再次联系了请他们制作本片的片头。
以1970年代的复古风格朋克摇滚海报为灵感，加利斯和另一位艺术家简尼·李决定以“包含文字内容和纹理化的边缘”为形式，“并同时传递出剧本中包含的温暖”为基调创作影片的开场片头。在温哥华拍摄的最后几天里，剧组用高速摄影机从多个角度拍摄了艾倫·佩姬喝着果汁从街上走过的镜头，然后选择了其中的约900张打印出来后，再用复印机反复复印以降低照片图像的清晰度，一直到看起来与手工绘制的比较接近为止。这之后再将这些图片通过电脑合成到简妮所绘制的背景中并配上杰森所选好的音乐歌曲，这才最终达到了所需要的效果。另外，Shadowplay还设计了片中各季节交替的标志镜头，并手绘制作了片尾字幕，另外还参加了影片DVD和原声带的设计工作。

## 发行

### 院线上映
2007年9月1日，《朱诺》在科罗拉多州特柳赖德镇举行的特柳赖德电影节上举行了首映式并获得了良好的反响。一星期后的9月8日，《朱诺》又在2007年多伦多国际电影节上首映，获得了现场观众起立鼓掌的高度肯定。《芝加哥太阳报》著名影评人罗杰·艾伯特对之评价为：“我不知道自己什么时候有见到过观众们起立鼓掌如此热烈和响亮，而且持续时间还这么长。”影片随后在奥斯汀电影节、罗马电影节、伦敦电影节、巴哈马国际电影节、圣路易斯国际电影节、斯特哥尔摩国际电影节、塞萨洛尼基国际电影节、希洪国际电影节、棕榈泉国际电影节以及鹿特丹国际电影节上映并多次赢得提名或获奖。
《朱诺》原计划于2007年12月15日正式在电影院向大众放映，但由于之前在各大电影节上的成功，这项计划也被提前。12月5日，《朱诺》开始在分别位于纽约和洛杉矶的七家电影院小规模限量放映，并于12月14日开始在13个城市的25家电影院小映，直至25日圣诞节开始全面上映。

### 营销

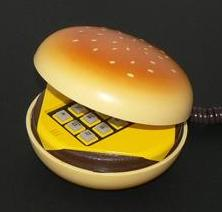
为了吸引评论家观看本片而送给他们的汉堡包形电话

《今日美国》的安东尼·布里兹尼坎（Anthony Breznican）在2008年的一篇文章中表示，《朱诺》是2007年的三部精心设计的，由忠实观众的良好口碑来推动宣传的电影之一。影片开始上映后不久，福克斯探照灯电影公司将一个个片中女主角朱诺所使用的汉堡包形状的电话送给许多记者和评论家，来吸引他们前来观看这部电影。虽然一开始时这种汉堡包电话生产制作得不多，原计划只是作为营销使用，但很快福克斯公司开始大量生产，并在包括在内的各大购物网站销售。影片上映一个月后，这种电话的销量暴增了759%，并且成为《娱乐周刊》推荐的“送给影迷的十个最酷礼物”之一。

### 家用媒体
《朱诺》于2008年4月15日发行了和蓝光光盘影碟，单碟版本中除了原电影外，还包括一条导演和编剧的评论音轨，11个删除场景以及一些恶搞、趣味及屏幕测试程序；双碟版的则包括有单碟的全部内容，并且新增了4处拍摄花絮，并且第2张中还包含有本片的一个适合便携式播放机播放的加密格式。而蓝光光盘版本除包含有双碟版DVD的全部内容外，还另有两个额外的花絮内容。

## 反响

### 专业评论
《朱诺》上映后，获得了来自评论界的大量非常正面的评价。根据对烂蕃茄的204篇评论文章作出的统计，94%的评论家给予本片正面评论，本片也由此成为该网站上的2007年最佳电影。而根据Metacritic上的38届评论文章统计，影片平均得分为81分（最高100分）。
《芝加哥太阳报》著名评论家罗杰·艾伯特给予本片四星（最高为四星）的高度评价，并称其为“今年最好的电影......今年还有任何表演比艾倫·佩姬饰演的朱诺更出色的吗？我觉得没有了。”之后他也将本片选为其评选的年度最佳电影。2008年《帝国》杂志评选“史上500部最优秀电影”，本片排在第463位，女主人翁朱诺·麦克古夫也在《帝国》评选的“史上最杰出的100个银幕角色”中名列第56位。《Paste杂志》将本片选为2000-2009十年间50部最优秀的电影第15位，2010年6月，《娱乐周刊》将《朱诺》评分过去20年中最优秀的100部电影之一。
不过，并非所有的评论家都对本片该正面评价。《纽约》的大卫·艾德斯坦认为本片竭力“向青少年鼓吹宣传，让孩子们都去模仿片中人物的言语，并且大肆抢购电影的原声带唱片。音乐评论家吉姆·德罗加提斯则批评本片中充满程式化的对白，（特别是在）看到朱诺对于怀孕和堕胎（这两件非常重大的事情）看得是那么的随意和轻松（后），他表示：“作为老资格并且毫不掩饰的女权主义者，一个即将进入少年段女孩的父亲，一个经常与现实生活中的青少年交流的记者以及一个老影迷，我恨！恨！恨这部电影！”

### 票房收入
在纽约和洛杉矶两地11家电影院小规模放映的《朱诺》首个周末就获得42万零113美元的票房收入，平均每张银幕入账6万零16美元。当《朱诺》成为福克斯探照灯电影公司的首部票房收入超过1亿美元的电影后，公司总裁彼得·莱斯（Peter Rice）发表声明：“对我们所有人来说，这都是一个惊人的壮举，这部电影已经超越了我们所有人的预期，我们知道它很有潜力，并且与全国各地的观众都产生了强烈的共鸣。”最终，影片在美国本土的票房收入为1亿4349万5265美元，在其他国家上映的票房收入则为8791万6319美元，全球总计票房收入2亿3141万1584美元，考虑到这毕竟是一部预算仅650万美元的独立制作小成本电影，这样的成绩实在是令人惊叹。在第80届奥斯卡奖角逐中竞争最佳影片奖的5部电影中，本片的票房成绩是最高的。

### “朱诺效应”
2008年，位于马萨诸塞州东北角格洛斯特市的一所高中有17位未满16岁的少女怀孕，《时代周刊》将之称为“朱诺效应”。《时代》中的这篇文章表示，部分成年人简单地将这一统计数字视为一个偶然的异常现象（而没有引起足够的重视），而另一些人则指责《朱诺》、《一夜大肚》一类电影美化了未成年人怀孕这一过程而淡化了问题的严重性。如明尼苏达州一所大学的青少年心理学教授克里斯蒂尔·米勒就表示，“朱诺效应”正是媒体美化怀孕，并且将之描绘为可以解决过去一切问题的体现。
2008年美国总统选举前夕，共和党总统候选人，联邦国会参议员约翰·麦凯恩选择阿拉斯加州州长莎拉·佩林作为其竞选搭档。2008年9月，媒体批露莎拉年仅17岁的女儿布里斯托已怀有身孕，新闻报导及之后的社论中，将布里斯托·佩林（Bristol Palin）的怀孕视为由《朱诺》引发的最后一场针对未成年少女怀孕问题的争论，保守派评论家还将布里斯托怀孕与电影中的情节比较。注意到这一点后，《新共和》文学编辑里昂·韦斯蒂尔表示：“共和党人老想找个新的问题来说三道四，现在他们找到一个啦：‘朱诺在朱诺’！（前一个朱诺指Juno，电影及其女主角的名字；后一个朱诺则是指Juneau，阿拉斯加州的首府）”福克斯新闻的罗杰·弗里德曼（Roger Friedman）则表示纳闷儿：“《朱诺》既一度违反了保守派的价值观，又有站在其角度为之平反和辩护。现在的问题在于，公众究竟是会像电影中对待朱诺那样来善待布里斯托·佩林，还是会因为怪责她怀了孕而拒绝给予她理解和帮助？”
杰森·贝特曼为影片受到的指责感到不平。他说：“不幸的是，我们已经知道这个世界上存在着这么一些人，他们会因为自己感觉别人所听的摇滚乐及其歌词是垃圾而杀人。你看，要是你打算要把自己的行为归罪于某部电影或是某首歌曲的话，无论它们是好是坏，我都认为你选择了错误的方式来影响你自己的生活，我认为人们也应该要从其它的方面来寻找自己生活的重心和方向，比如说父母、教师、朋友等。这样或许对你的人生更有利。”
网站的艾米·本弗尔（Amy Benfer）在2010年的一篇文章中写道，根据美国疾病控制与预防中心公布的统计数据，2007至2008年间，全国未成年女性怀孕率实际上降低了两个百分点，这意味着“2005-2006年间未成年少女怀孕率的轻微上扬很可能只是个别现象，而并不像有些人宣扬的那样是由流行文化带来的多么令人发指的不良趋势”，并且如果真有个什么“朱诺效应”，这种效应也只会降低而非提高（未成年少女）怀孕率。她批评这一理论的支持者似乎相信未成年人“不知何故就会突然失去辨明是非的能力，而没有意识到（电影中）那个女孩的特殊情况，先入为主地做出判断将两件事情联系起来。”并且“通过对怀孕少女问题的讨论，特别是大胆地（将讨论角度）普通化甚至讨喜化，来制造一种怀上孩子的孩子会越来越多的氛围。”她总结道：“对未成年父母的描写并不一定就会‘美化’他们，至多只会让他们（的形象）更人性化，更亲切。你知道，只要一个人开始真正了解另一个人时就会有这样的感觉。所以，现在我们可以坚定地认为，真实地描绘这极少数怀孕少女的生活并不一定会导致其他（同龄少女）的效仿，我们应该扪心自问，应该如何帮助她们，而不是做无谓的担忧。”

### 十佳名单
电影入选了以下评论家或杂志、组织的2007年十大佳片名单中：

| - 第1名 – 罗杰·艾伯特，《芝加哥太阳报》 - 第1名 – 《》杂志 - 第2名 – 美国天主教主教团电影和广播办公室（与《贝拉》并列） - 第3名 – 大卫·格曼（David Germain），美国联合通讯社（简称美联社） - 第3名 – Moviefone - 第4名 – 詹姆斯·伯拉丁内里， - 第4名 – 罗·卢门尼克（Lou Lumenick），《纽约邮报》 - 第4名 – 理查德·罗伊帕（Richard Roeper），《芝加哥太阳报》 - 第6名 – 克劳迪亚·伯格（Claudia Puig），《今日美国》 | - 第6名 – 德森·汤姆森，《华盛顿邮报》 - 第6名 – 乔·摩根斯坦，《华尔街日报》 - 第6名 – 连姆·拉西（Liam Lacey）和瑞克·格罗恩（Rick Groen）《环球邮报》 - 第6名 – 马克·萨罗夫（Marc Savlov），《奥斯汀纪事》 - 第7名 – 科里纳·科卡诺（Corina Chocano），《洛杉矶时报》 - 第7名 – 卡利·里奇（Carrie Rickey），《费城问询报》 - 第10名 – ·斯科特，《纽约时报》（与《一夜大肚》和《超级坏》并列） - 第10名 – 彼得·特拉维斯，《滚石》（与《一夜大肚》并列） - 第10名 – 史蒂芬·霍尔登，《纽约时报》 |

### 奖项
《朱诺》在第80届奥斯卡奖角逐中得到了最佳影片、导演、女主角、原著剧本4项提名，并最终为迪亚波罗·科蒂拿下原著剧本奖。
导演杰森对《朱诺》被判定没有资格参加专门表彰加拿大电影和电视节目的精灵奖角逐而感到很失望：
片子是加拿大导演，加拿大明星，加拿大演员，加拿大剧组，而且还是在加拿大拍摄的——这怎么就（不是加拿大电影而）没有资格了？大卫·柯南伯格执导的电影《东方的承诺》讲的是俄国人在伦敦生活的故事，片子是在英格兰拍的，演员和剧组成员都是英国人，这都（可以认定为是加拿大电影而）有资格？我很抱歉，但总要有人来给我个说法，我实在不明白。
加拿大影视学院主席莎拉·莫顿（Sara Morton）则发表声明表示《朱诺》的制作方一直没有将该片正式提请角逐这年的精灵奖。而《好莱坞报道》则对此解释为精灵奖的规则规定一部电影要想被认定为是“加拿大电影”，则其中至少要有部分拍摄资金来自于加拿大，而《朱诺》的预算完全来自美国的制片公司，所以没有资格参加精灵奖的角逐。尽管如此，精灵奖发言人克里斯·麦克道沃尔（Chris McDowall）仍然表示，该片未能入选是因为制片方没有申请，“资金来源是一个重要因素，但并非决定性要素。”
虽然有这样不愉快的小插曲，《朱诺》之后参加了2008年加拿大喜剧奖的角逐，获得了3项提名，并最终有两项胜出。

#### 获奖
| - 第80届奥斯卡金像奖 - 原著剧本奖 – 迪亚波罗·科蒂 - 英国电影学院奖 - 最佳原著剧本奖 - 2007年评论家选择奖 - 最佳喜剧奖 - 2008年加拿大喜剧奖 - 最佳女演员 – 艾倫·佩姬 - 最佳导演 – 杰森·雷特曼 - 国家评论协会 - 最有突破性表现的女演员 艾倫·佩姬 - 最佳原著剧本 迪亚波罗·科蒂 | - 卫星奖 - 最佳女演员（音乐剧/喜剧类）：艾倫·佩姬 - 最佳影片（音乐剧/喜剧类） - 罗马电影节 - 最佳影片 - 美国编剧工会奖 - 最佳原著剧本：迪亚波罗·科蒂 - 2007年独立精神奖 - 最佳故事片 - 最佳女主角：艾倫·佩姬 - 最佳编剧处女作：迪亚波罗·科蒂 - 2008年美国国家电影奖 - 最佳喜剧片 |

#### 提名
| - 第80届奥斯卡金像奖 - 最佳影片 - 导演 - 女主角 - 第14届演员工会奖 - 最佳女主角 - 2007年独立精神奖 - 最佳导演 - 第61届英国电影学院奖 - 最佳女主角奖 | - 第65届金球奖 - 最佳影片（音乐剧/喜剧类） - 最佳电影女主角（音乐剧/喜剧类） - 最佳编剧 - 2008年加拿大喜剧奖 - 最佳男主角：迈克尔·塞拉 - 在线影评人协会奖 - 最佳女配角：詹妮弗·加纳 |

- 2007年评论家选择奖
  - 最佳女主角
  - 最佳集体表演：艾倫·佩姬、迈克尔·塞拉、奥莉薇·瑟尔比、艾莉森·珍妮、}·西蒙斯、詹妮弗·加纳和杰森·贝特曼

## 原声带
本片的电影原声带于2008年1月15日发行，其中包含有19首歌曲，除了来自巴瑞·路易斯·波利萨、贝尔与塞贝斯蒂安、巴迪·霍利、猫女魔力、奇想乐团、胡普尔莫特、音速青春以及地下丝绒的作品外，最为显著的就是金雅·道森和她之前的乐队“发霉的桃子”以及安西·潘斯一起贡献的几首歌曲。这张由犀牛娱乐公司发行的唱片成为继《梦幻女郎》以来首张高居销量排行榜首的原声带，也是福克斯公司继1997年的《泰坦尼克号》以来第一张获得此成绩的电影原声带，犀牛娱乐公司的首张销量冠军唱片，这个成绩在公告牌二百强专辑榜上自唱片发行后保持了4个星期的冠军位置。
2008年3月，犀牛娱乐公司宣布推出《朱诺》的第2张电影原声带专辑唱片，该唱片只会通过数字方式发行，其中将包含有15首之前有考虑用在电影中但最终未能入选的歌曲。这15曲歌曲中除了同样有之前提到的金雅·道森、巴瑞·路易斯·波利萨、贝尔与塞贝斯蒂安、巴迪·霍利的作品外，还有许多其他音乐人或乐队的作品，另外还有电影女主角埃伦演唱的由迪亚波罗·科蒂写入了剧本中但在最终剪辑时被删除了的歌曲“Zub Zub”。犀牛娱乐公司还于2008年11月25日发行了本片原声带的“豪华版”，其中除了之前的两张专辑中的全部内容外，还附有导演杰森在电影拍摄过程中所绘制的电影故事图板以及一些笔记。

### 曲目
1. - 巴瑞·路易斯·波利萨
2. - 金雅·道森
3. - 奇想乐团
4. - 巴迪·霍利
5. - 马特洛·梅辛纳
6. - 金雅·道森
7. - 贝尔与塞贝斯蒂安
8. - 金雅·道森
9. - 音速青春
10. - 金雅·道森
11. - 贝尔与塞贝斯蒂安
12. - 胡普尔莫特
13. - 金雅·道森
14. - 猫女魔力
15. - 金雅·道森和安西·潘斯
16. - 地下丝绒
17. - 发霉的桃子
18. - 安西·潘斯
19. - 艾倫·佩姬和迈克尔·塞拉[111]